# Publílio Otaciano Porfírio
Publílio Otaciano Porfírio (em latim: Publilius Optatianus Porfirius) foi um poeta latino, nascido, possivelmente, no norte da África. Ativo no século IV, Porfírio já foi identificado como sendo o mesmo Publilius Optatianus que fora prefeito urbano (em 329 e em 333) e é, por alguns autores, incluído entre os poetas cristãos. Por alguma razão desconhecida, Porfírio foi banido, mas, depois de endereçar um panegírico ao imperador Constantino, recebeu permissão para voltar.
Vinte e oito poemas em seu nome sobreviveram, dos quais vinte eram parte do panegírico. Sua poesia é bem trivial, mas a forma de suas obras pode ser considerada como um exemplo de perversão da engenhosidade. Algumas delas são quadrados (o número de letras em cada linha são iguais), certas letras são rubricadas para formar um padrão ou figura e, ao mesmo tempo, versos especiais ou máximas; outras representam vários objetos (uma siringe, um órgão, um altar); outras apresentam peculiaridades especiais em cada linha (número de palavras ou letras) enquanto o oitavo poema (o "versus anacyclici") pode mesmo ser lido de trás para frente sem mudar o sentido ou a métrica. Uma cartar de agradecimento do imperador e outra do autor ainda existem.